# Échenoz-le-Sec
Échenoz-le-Sec är en kommun i departementet Haute-Saône i regionen Bourgogne-Franche-Comté i östra Frankrike. Kommunen ligger i kantonen Montbozon som tillhör arrondissementet Vesoul. År 2022 hade Échenoz-le-Sec 284 invånare.

## Befolkningsutveckling
Antalet invånare i kommunen Échenoz-le-Sec
| Referens: INSEE |